# Агавелян, Александр Минасович
Александр Минасович Агавелян (арм. Ալեքսանդր Մինասի Աղավելյան; род. 14 февраля 1951, Ереван) ― армянский врач, хирург, проктолог, доктор медицинских наук (1994), профессор (1994), Заслуженный врач Республики Армения (2007).

## Биография
Родился 14 февраля 1951 года в Ереване в семье врачей.
В 1968 году окончил среднюю школу имени Пушкина, с 1968 по 1974 год учился на лечебном факультете Ереванского государственного медицинского института.
В 1974 году прошёл хирургическую интернатуру в Республиканской больнице Еревана. В 1975 году работал хирургом в Аштаракском областной больницы, затем в посёлке Мецамор (Октемберянский район). С 1975 по 1979 год служил в Советской армии в качестве начальника медицинской службы полка. С 1980 года работает проктологом в проктологическом отделении Ереванской больницы № 8.
В 1980 году обучался в аспирантуре Московского центрального института усовершенствования врачей, который возглавлял академик Владимир Фёдоров. В 1983 году защитил кандидатскую диссертацию на тему «Реконструктивные операции у пациентов после ректальной ампутации прямой кишки».
После возвращения из Москвы работал в отделении проктологии Ереванского института усовершенствования врачей ассистентом академика-основателя Армянской школы проктологии Лемика Назарова. С сентября 1985 по ноябрь 1998 года также возглавлял отдел проктологии Минздрава Армении.
В 1994 году Агавелян защитил докторскую диссертацию на тему «Лечение перитонита лапаротомией с использованием полимерных материалов». Агавелян одним из первых в Армении начал использовать идею «открытого живота» при гнойном перитоните, используя специальные полимерные слои дренажные губки. Этот метод получил патент №718 от 1 марта 2000 года.
В 1999 году проходил двухмесячную стажировку в госпитале Глендел Мемориал (Калифорния, США) с вручением диплома менеджера. В 2000 году стал заведующим Научным центром колопроктологии Микаелянского хирургического центра. С 2017 года руководит службой колопроктологии Медицинского центра «Астхик».
Работы Александра Минасовича Агавеляна относятся к реконструктивным операциям после расслоения прямой кишки, лечению ректальной абдоминопластики методом открытой абдоминальной (лапаростомии) (с использованием полимерных материалов).
Автор более 300 научных работ, одной монографии, двух патентов, восьми методических рекомендаций, трёх авторских свидетельств, шести инновационных предложений.
Награждён юбилейной медалью «60-летие Вооружённых сил СССР» (1978), званиями «Рыцарь науки и искусства» с вручением ордена (1999), Заслуженного врача Армении (2007).